# Coleomethia chemsaki
Coleomethia chemsaki là một loài bọ cánh cứng trong họ Cerambycidae.